# Врачанска скакля
Вижте пояснителната страница за други значения на Скакля.
Врачанска скакля, известен също като Скакля е водопад във Врачанския Балкан. Той е най-високият непостоянно течащ водопад в България и на Балканите – 141 m. Намира се на 1,5 km южно от Враца и може да се наблюдава от центъра на града.  Най-пълноводен е през пролетта и след обилни дъждове. В района му са открити останки от средновековното българско селище Патлейна. Красив през всички сезони, от горната му част се откриват прекрасни гледки към Враца и Врачанското поле. Пресечна точка на няколко туристически маршрута. 